# Karabaška
La Karabaška (in russo Карабашка?) è un fiume della Russia siberiana occidentale, affluente di sinistra della Tavda, nel bacino dell'Irtyš. Scorre nel distretto urbano della città di Tavda (oblast' di Sverdlovsk).
Il fiume ha origine in una zona paludosa e scorre principalmente in direzione meridionale. Il suo maggior affluente è la Belaja (lungo 54 km), proveniente dalla destra idrografica. Sfocia nel fiume Tavda a 222 km dalla foce, 13 km a est della città di Tavda. Il fiume ha una lunghezza di 146 km, il suo bacino è di 2 790 km².